# Зекири, Дафина
Дафина Зекири Нуши (род. 1 апреля 1984 в Приштине, СФРЮ) — косоварский композитор оркестровой, камерной и хоровой музыки, исполняемой в Европе и других странах.

## Биография
Дафина Зекири училась в консерватории Пренко Иакова в Приштине с 1997 по 2002 год. Она изучала музыкальную композицию в Приштинском университете, окончила его в 2007 году. Магистерскую работу она делала с Яной Андреевский в Университете св. Кирилла и Мефодия в Скопье и закончила ее в 2011 году.
В 2009 году Зекири основала организацию " Косовские женщины в музыке ", NEO MUSICA, и стала членом Комитета международной чести Fondazione Adkins Chiti: Donne in Musica (член Международного музыкального совета, консультативного органа ЮНЕСКО).
Ее работы преимущественно инструментальные, начиная с Quasi Variazione для фортепиано (2000), Dialog для скрипки и фортепиано (2001), и Atmospheres для флейты и фортепиано (2002). Вокальные композиции включают произведения для смешанного хора, такие как My Mother , на текст Пашко Васа (2001), Odisea (2008), и Atmospheres для хора с оркестром (2005). Индивидуальные композиции включают When You Come для меццо-сопрано и фортепиано (2002), на текст Байрама Керим, и O Dismal Bird для тенора и фортепиано (2009). Более поздние композиции со времени в университете в Скопье включают «Вариации для симфонического оркестра» (2011), Disappear для соло альта (2011), Memento для скрипки и оркестра (2010) Story of Mary для актера, флейты, скрипки, гитары и фортепиано (2010) и All In для флейты, гобоя, сопрано-саксофона и виолончели(2009).
Ее произведения исполнялись на Днях Македонского музыкального фестиваля в 2011 году и на Фестивали DAM в Приштине в 2010 году. В 2010 году в Лондоне, Dream для соло скрипки (2007) была исполнена во время Британского музейного проекта Торговля и путешествие 1830—2030 в сентябре, а другие работы в Музыкальном зале Уилтона в октябре. В 2009 году Atmospheres для Хора и оркестра выиграла Theodore Front Prize от Международного альянса для женщин в музыке. В начале 2012 года новая работа, «Вариации для фортепиано» получила вторую премию на Косовском конкурсе композиторов фестиваля Шопена. На конкурсе, организованном Министерством культуры Косово в апреле 2012 года, ее работа Përreth (Вокруг) выиграла приз в категории камерной музыки.
Среди известных солистов и ансамблей, исполнивших музыку Зекири, — Питер Шеппард Скаервед, Штеффен Шляймахер, Давид Гайяр, Жан Жак Балет, Анн Моро, Анна Клетт, Хэгэ Уолделанд, Виктор Мануэль, Евангелина Рейес Квартет, Висар Куци, Неритан Хисао, Лоренц Радован, Мариса Хатиби, Ариан Пачо, Гесим Белегоста, Миалтин Жежа, Анина Воерле, Бит Керманшах и струнный ансамбль музыкальной школы и академии Скопье.